# 카우하요키

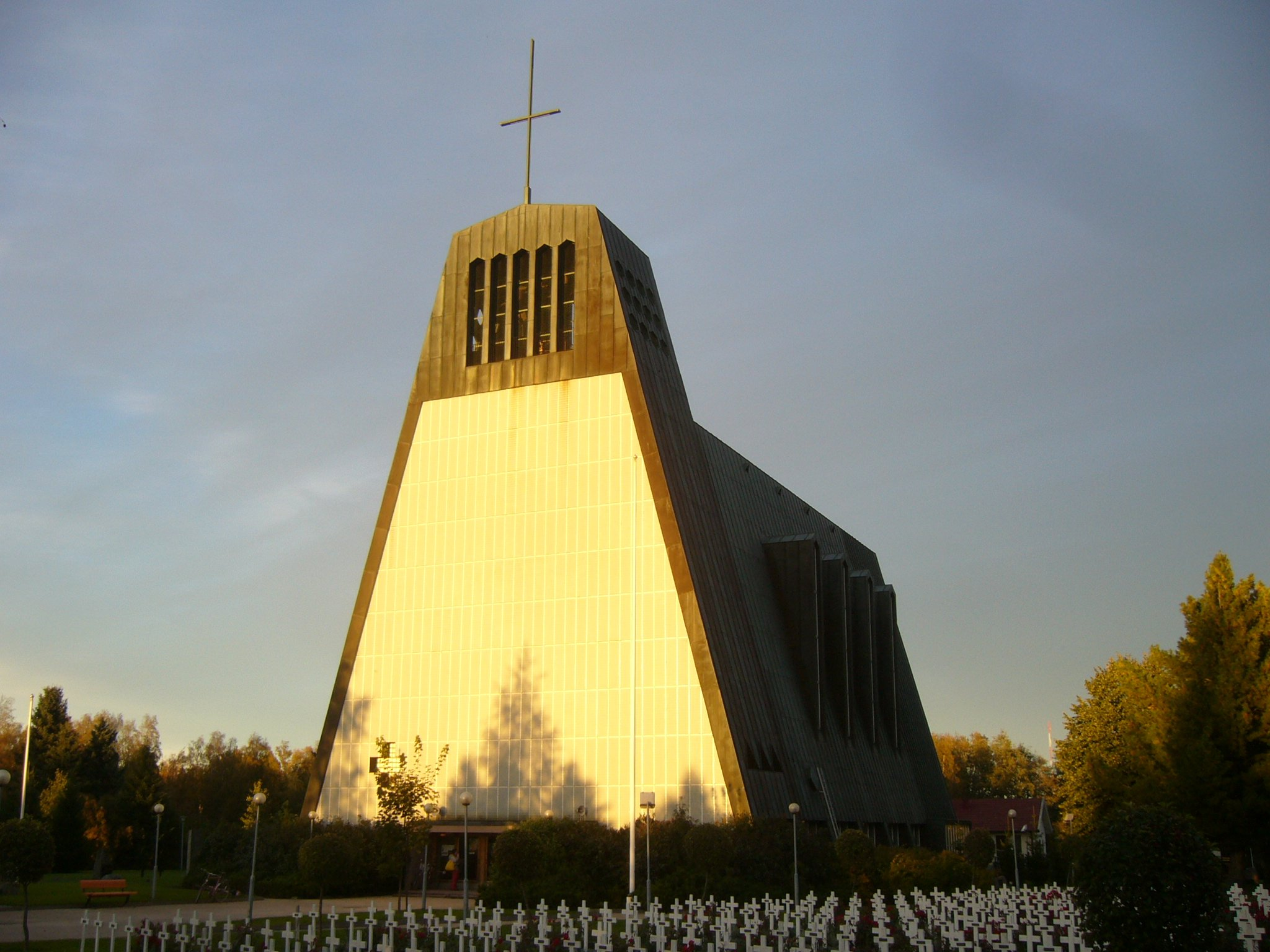
카우하요키 교회

카우하요키의 위치

카우하요키(핀란드어: Kauhajoki)는 핀란드 서핀란드 주 남포흐얀마 지역에 위치한 도시로, 면적은 1,315.56km2, 인구는 14,189명(2012년 기준), 인구 밀도는 10.92명/km2이다.
1584년 예배당이 건설되었으며 겨울 전쟁 때인 1939년부터 1940년까지 핀란드 의회가 소집되었다. 2008년 9월 23일 시내에 있는 세이내요키 응용과학 대학에서 발생한 총기 난사 사고로 인해 10명이 사망하고 1명이 부상을 입었다. 한편 이 사건의 용의자인 22세 학생은 자신의 머리에 권총을 쏴서 자살했다.

시 문장